# 加藤晴明 (検事)
加藤 晴明（かとう はるあき、1928年4月 - ）は、日本の検事。
秋田県平鹿郡大森町生まれ。1943年から1953年にかけて秋田県や横浜市の小学校教諭を務め、1954年中央大学法学部（夜間）卒業、司法試験合格。司法修習生を経て1957年検事に任官、名古屋、福井、大分、京都、東京、札幌の各地検に勤務。1973年法務総合研究所事務局長兼教官。1976年東京地検交通部副部長。1977年人権擁護局総務課長兼教官。1979年横浜地方検察庁刑事部長。1981年水戸地方検察庁次席検事。1982年福岡法務局長、1985年東京法務局長、1987年新潟地方検察庁検事正。1989年退官、東京法務局所属公証人。民事法務協会会長。2009年従三位勲二等。教師だった経験などから著作をなす。

## 著書
- 『私はやはり教師だった』正続　日本加除出版 1990-1991
- 『教育愛物語 一人の子を粗末にする時教育はその光を失う』日本加除出版 1993（安部清美などについて）
- 『子どもの人権と教育』日本加除出版 1996
- 『法務局愛物語』日本加除出版 1997
- 『窓口「改善問題」と真摯な努力』日本加除出版 2004